# Johann Surbeck
Johann Surbeck (* 14. November 1892 in Oberhallau; † 4. Dezember 1956 in Münchenstein) war ein Schweizer Buchdrucker und Politiker (SP).

## Leben

### Familie
Johann Surbeck war der Sohn des gleichnamigen Buchdruckers und Kolonialwarenhändlers Johann Surbeck und von dessen Ehefrau Elise (geb. Kramer).
Er heiratete 1915 Albertina (geb. Keller).

### Werdegang
Nach einer kaufmännischen Ausbildung arbeitete Johann Surbeck im elterlichen Kolonialwarenladen und absolvierte später eine Buchdruckerlehre und erhielt eine Ausbildung an der Buchdruckerschule in Leipzig. Er war anschliessend als Typograf in Paris, Deutschland und an verschiedenen Orten der Schweiz tätig, bevor er sich in Binningen niederliess.
Ab 1926 war er Bankrat der basellandschaftlichen Kantonalbank.

### Politisches Wirken
Von 1919 bis 1939 war Johann Surbeck als Vertreter der SP im basellandschaftlichen Landrat tätig und war deren Präsident von 1928 bis 1929; in dieser Zeit war er vom 29. September 1924 bis zum 3. Dezember 1939 Nationalrat und Mitglied der Zolltarifkommission und der Expertenkommission, die eine Verordnung über die Bausparkassen ausgearbeitet hatte.
Als Nationalrat setzte er sich für eine Reduzierung der Militärausgaben ein.
Aufgrund einer laufenden Strafuntersuchung gegen ihn brach er 1940 seine politische Karriere ab, nachdem er aus der Partei ausgeschlossen worden war; als Treuhänder einer Bausparkasse hatte er bei der rechtswidrigen Zuteilung von Geldern mitgewirkt und wurde 1939 zu einer dreiwöchigen Gefängnisstrafe verurteilt.